# Субботина, Мария Дмитриевна
Мария Дмитриевна Субботина (1854, с. Преображенское, Орловская губерния — 8 февраля 1878, Новоузенск, Самарская губерния) — русская революционерка, народница.
Дочь Софьи Александровны Субботиной, сестра Надежды и Евгении Субботиных — русских революционерок, народниц.

## Биография
Дворянка Орловской губернии, дочь штабс-капитана в отставке, землевладельца Орловской губернии Дмитрия Павловича Субботина и дочери московского профессора Софьи Александровны (в девичестве Иовской). Родилась в 1854 году в с. Преображенском (Ливенский уезд Орловская губерния).
В 1866 году поступила в 5-й класс Московской 1-й женской гимназии. Гимназию не закончила, так как вместе с сестрой Евгенией и А. Топорковой в 1872 году уехала в Швейцарию, где поступила на медицинский факультет Цюрихского университета. Познакомилась с П. Л. Лавровым и русскими студентками, стала сторонницей учения П. Лаврова. Работала в 1873 году наборщицей в народническом журнале «Вперёд!»; вошла в женский кружок «Фричей».
Вследствие запрета русским правительством учиться в Цюрихе, переехала в Париж, где продолжала заниматься медициной в Сорбонне. Курса не окончила. В начале 1874 года с О. Любатович ездила в Сербию для агитации и основания социалистического органа печати.
Осенью 1874 года вместе с Л. Фигнер, В. Александровой и другими возвратилась в Россию и привлечена к дознанию по делу о пропаганде в империи (процесс 193-х) в связи с арестом в сентябре 1874 года её матери Софьи Александровны Субботиной. Находилась под подпиской о невыезде из Курска. По Высочайшему повелению 19 февраля 1876 года освобождена по этому делу от взыскания за недостатком улик.
В 1875 году жила в Москве, вступила во «Всероссийскую социально-революционную организацию». Вследствие болезни не вела пропагандистской деятельности, но, оставшись в Москве, обеспечивала снабжением пропагандистов деньгами, книгами и всем необходимым. Арестована в Орле 12 августа 1875 года вместе с Л. Н. Фигнер. Переведена в Москву, где содержалась сначала в Басманной полицейской части, а потом за «бунт» перемещена в Пугачёвскую башню Бутырской тюрьмы. Пыталась покончить жизнь самоубийством вследствие тяжёлых условий заключения. Привлечена к дознанию по делу о противоправительственной пропаганде («Процесс пятидесяти»). В 1876 году освобождена из-под стражи на поруки вследствие болезни (туберкулез горла).
В 1876 году входила в народническую группу «сепаратистов», программа которой легла в основу «Земли и Воли». Предана 30 ноября 1876 году суду Особого Присутствия Правительствующего Сената по обвинению в составлении противозаконного сообщества, имевшего целью ниспровержение и изменение порядка государственного управления, и в участии в нём (Процесс пятидесяти). За месяц до суда снова арестована и содержалась в Доме предварительного заключения. Признана 14 марта 1877 года судом виновной в принадлежности к противозаконному сообществу со знанием его преступных целей и приговорена к лишению всех прав и к ссылке в Томскую губернию с воспрещением отлучек с места жительства в течение года и выезда в другие губернии Сибири в течение 4-х лет, при чём суд ходатайствовал в виду её болезни о замене сибирской ссылки ссылкой в Самарскую губернию.
По Высочайшему повелению 14 августа 1877 года ходатайство суда удовлетворено. После суда содержалась в Петербурге в Литовском замке. Осенью 1877 года отправлена в Новоузенск (Самарская губерния).
Умерла от туберкулёза 8 февраля 1878 года в Новоузенске.